# 国誉

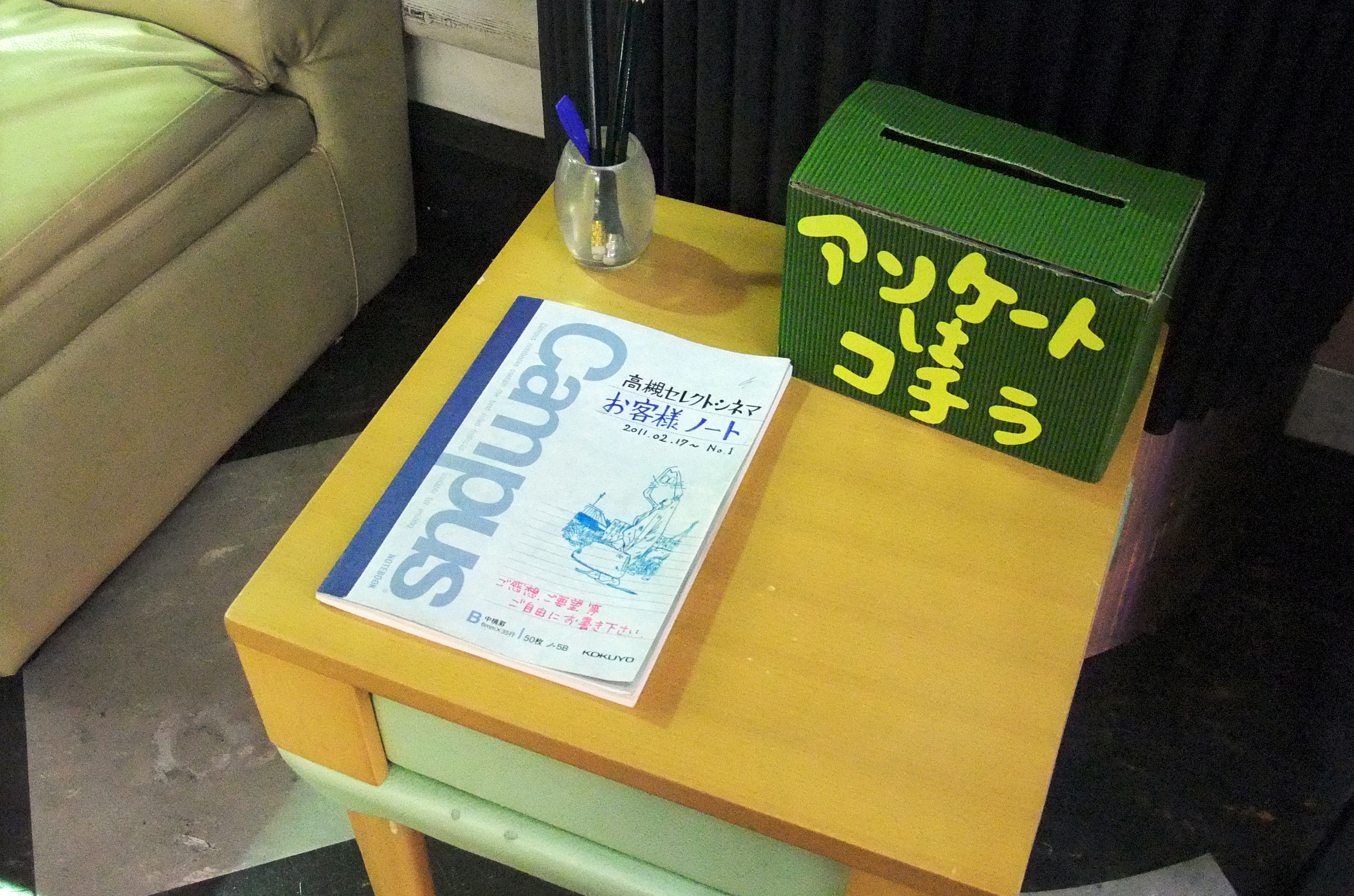
Campus筆記本

国誉集团（日语：コクヨ株式会社），是一所于1905年创立的家具、文具用品制造商，也是日本最大的办公用品供应商，总部位于日本大阪市東成區。
Campus筆記本為其代表性商品。

## 歷史
- 1905年（明治38年），黒田善太郎于日本大阪创立了黑田表纸店，開始販賣日式账本。
- 1908年（明治41年），開始生產日式賬本。
- 1913年（大正2年），開始生產西式賬本。
- 1914年（大正3年） ，改名為「黑田國光堂」，並開始生產其他的文具。
- 1920年（大正9年），成立法人機構。
- 1936年（昭和11年），遷移到現在的總部（大阪市東成区）。
- 1961年（昭和36年），改名為現在的名字，並且當時世界產量最大的紙製品生產工廠「八尾工廠」開工。
- 1969年（昭和44年），整併企業結構，合併為一集團。
- 1971年（昭和46年），同時在東京證券交易所和大阪證券交易所上櫃。隔年轉上市。
- 1996年（平成8年），產線開始移轉到泰國，並在英屬香港設立子公司。
- 2003年（平成15年），在中國設立子公司（国誉貿易（上海）有限公司）。
- 2009年（平成21年），收購UDS，跨足不動產業務。
- 2012年（平成24年），接收中國文具業大廠何如文化用品有限公司的部分事務部，並在上海開設新工廠。
- 2014年（平成26年），中國子公司（国誉家具商貿（上海）有限公司）改名為国誉家具（中国）有限公司。